# Formel 3000 1998
Formel 3000-säsongen 1998 kördes över elva omgångar, varav nio i samband med formel 1-deltävlingar. Mästare blev Juan Pablo Montoya.

## Delsegrare
| Datum        | Bana              | Vinnande förare    |
| ------------ | ----------------- | ------------------ |
| 10 april     | Oschersleben      | Stéphane Sarrazin  |
| 25 april     | Imola             | Jason Watt         |
| 9 maj        | Catalunya         | Juan Pablo Montoya |
| 16 maj       | Silverstone       | Juan Pablo Montoya |
| 23 maj       | Monaco            | Nick Heidfeld      |
| 1 juni       | Pau               | Juan Pablo Montoya |
| 25 juli      | A1-Ring           | Soheil Ayari       |
| 1 augusti    | Hockenheimring    | Nick Heidfeld      |
| 15 augusti   | Hungaroring       | Nick Heidfeld      |
| 29 augusti   | Spa-Francorchamps | Gonzalo Rodríguez  |
| 6 september  | Enna-Pergusa      | Juan Pablo Montoya |
| 27 september | Nürburgring       | Gonzalo Rodríguez  |

## Slutställning
| Plats | Förare             | Poäng |
| ----- | ------------------ | ----- |
| 1     | Juan Pablo Montoya | 65    |
| 2     | Nick Heidfeld      | 58    |
| 3     | Gonzalo Rodríguez  | 33    |
| 4     | Jason Watt         | 30    |
| 5     | Soheil Ayari       | 20    |
| 6     | Stéphane Sarrazin  | 19    |
| 7     | Kurt Mollekens     | 19    |
| 8     | Gareth Rees        | 10    |
| 9     | Max Wilson         | 9     |
| 10    | Jamie Davies       | 8     |